# Кастель-Сан-П'єтро (Тічино)
Кастель-Сан-П'єтро (італ. Castel San Pietro) — громада  в Швейцарії в кантоні Тічино, округ Мендрізіо.

## Географія
Громада розташована на відстані близько 170 км на південний схід від Берна, 38 км на південь від Беллінцони.
Кастель-Сан-П'єтро має площу 11,8 км², з яких на 9,2% дозволяється будівництво (житлове та будівництво доріг), 21% використовуються в сільськогосподарських цілях, 67,9% зайнято лісами, 1,8% не є продуктивними (річки, льодовики або гори).

## Демографія
2019 року в громаді мешкало 2194 особи (+9,7% порівняно з 2010 роком), іноземців було 12,1%. Густота населення становила 186 осіб/км².
За віковим діапазоном населення розподілялося таким чином: 18,1% — особи молодші 20 років, 58,2% — особи у віці 20—64 років, 23,7% — особи у віці 65 років та старші. Було 968 помешкань (у середньому 2,3 особи в помешканні).
Із загальної кількості 1326 працюючих 69 було зайнятих в первинному секторі, 759 — в обробній промисловості, 498 — в галузі послуг.